# Centrolene lemniscatum
Centrolene lemniscatum là một loài ếch thuộc họ Centrolenidae.
Đây là loài đặc hữu của Peru.
Môi trường sống tự nhiên của chúng là rừng mây ẩm nhiệt đới và cận nhiệt đới và sông ngòi.
Tình trạng bảo tồn của nó hiện chưa đủ thông tin.